# الیم پرایبا
الیم پرایبا (به پرتغالی: Além Paraíba) شهری در جنوبشرقی کشور برزیل است که در ایالت میناس گرایس واقع شده‌است.

## خصوصیات
الیم پرایبا ۵۱۱٫۱۹۹ کیلومترمربع مساحت و ۳۵٬۵۸۹ نفر جمعیت دارد و ۱۴۰ متر بالاتر از سطح دریا واقع شده‌است.